# Prisons de Saint-Flour
 (mars 2020).
Les prisons de Saint-Flour sont les établissements pénitentiaires qui se sont succédé, entre le XVIe siècle et le XXe siècle, dans la commune de Saint-Flour, dans le département du Cantal et la région Auvergne-Rhône-Alpes.
Trois établissement se sont ainsi succédé jusqu'en 1958.

## Histoire

### XVIesiècle
Dès le XVIe siècle, le roi François 1er ordonne la construction d'une prison et d'une potence.

### XVIIesiècle
Une maison d'arrêt est construite sous le règle de Louis XIII. Elle est alors située sur l'actuelle Place d'Armes, où ses vestiges sont encore visibles aujourd'hui et ont par ailleurs fait l'objet d'une restauration.

### XVIIIesiècle
Durant cette période, une maison de réclusion et une maison de justice coexistent dans la commune.
En septembre 1792, à l'issue de la Révolution française, un monastère situé dans la commune, abritant les religieuses de l'Ordre de la Visitation, est vendu comme bien national et acquis par le département afin de constituer ainsi l'une de ces prisons. Cette prison accueillait dix-neuf détenus en 1840.
Cette situation perdure jusqu'en 1847 et l'ouverture de la nouvelle prison.

### XIXesiècle
Des dysfonctionnements des prisons de la commune sont constatées par le préfet du Cantal en 1933. En 1839, à la suite de ces constats, la décision est prise de construire une nouvelle prison.
Située dans le centre-ville de Saint-Flour, Cours Spy-des-Ternes, la nouvelle prison est construite entre 1839 et 1847 et est inaugurée le 20 juin 1847 à 9 heures du matin par Monseigneur de Margueciaires, en présence des autorités administratives, de la compagnie des Vétérans et des notables de la ville.
Pour sa construction, la ville de Saint-Flour entame des travaux de déblaiement de l’ancien rempart et choisit de voter pour un emprunt de 12 000 francs remboursables sur 5 ans. Pour cela, elle  hypothèque les anciens bâtiments de la maison de justice, du couvent de la Visitation, la maison d’arrêt de la place d’Armes et la caserne de la gendarmerie de la rue de Belloy. 
Mais le 15 juin 1837, le ministère de l’Intérieur décide de refuser cet emprunt par hypothèque sur des bâtiments communaux. Le 8 décembre 1839, le conseil municipal vote un emprunt et le 28 décembre 1841, la Caisse des Dépôts et Consignations accepte cet emprunt et c’est le début de la construction de la prison.
Cette prison est bénie lors d’une messe dans la chapelle du lieu par Monseigneur de Marguerye et la quête de cette messe est récupérée pour les prisonniers. Elle est construite à la suite du délabrement des anciennes prisons et notamment de leur mauvaise hygiène. Le bâtiment est composé de bureaux, d’un appartement pour le concierge et sa famille et d’un appartement pour les gardiens. Cette prison peut abriter dix-neuf détenus.

### XXesiècle
La dernière prison est fermée le 1er janvier 1958 à la suite de la fermeture du Tribunal d’Instance et de la Cour d’assise.
En juin 1967, elle est rasée par une entreprise marseillaise. En juin 1968, le terrain est vendu au Crédit Agricole qui y construit son agence.

## Conditions de vie des détenus
A leur arrivée au sein de la prison, les détenus sont "fouillés et visités soigneusement" et reçoivent en échange une simple chemise blanche pour uniforme lavée une fois par semaine. Les conditions de vie et l’hygiène laissent à désirer : les maladies et les infections sont récurrentes. L’hiver étant assez rude, pour lutter contre le froid, un grand réchaud de charbon est amené et des couvertures leur sont attribuées mais celles-ci viennent souvent à manquer. De plus, certains prisonniers n’étant pas admis à l’infirmerie sous prétexte qu’ils ne sont pas assez malades sont amenés en prison et contaminent les autres.
Le lever des prisonniers se fait à 5 heures. Les rations sont strictes : 750 grammes de pain par jour et 125 grammes de soupe au beurre. Le jeudi et le dimanche, c’est jour de fête : le cuisinier ajoute 125 grammes de viande.
Beaucoup de prisonniers tentent de s’échapper dès 1833 du fait de la vétusté de la prison. Dans certains cas, les prisonniers peuvent obtenir des billets de sortie ou recevoir des visites.